# Dobrodružství Sherlocka Holmese a doktora Watsona
Dobrodružství Sherlocka Holmese a doktora Watsona (rusky Приключения Шерлока Холмса и доктора Ватсона, Priključenija Šerloka Cholmsa i doktora Vatsona) je série sovětských televizních filmů na motivy povídek Arthura Conan Doyla. Premiérově byly vysílány v letech 1979-1986. Vasilij Livanov byl za ztvárnění Sherlocka Holmese vyznamenán Řádem britského impéria.

## Obsazení
| Postava            | Herec              |
| ------------------ | ------------------ |
| Sherlock Holmes    | Vasilij Livanov    |
| Dr. John Watson    | Vitalij Solomin    |
| Slečna Hudsonová   | Rina Zeljonaja     |
| Inspektor Lestrade | Boryslav Brondukov |
| Mycroft Holmes     | Boris Kljujev      |

## Seznam dílů
- Sherlock Holmes a doktor Watson: Seznámení (1979) - založeno na povídce Strakatý pás
- Sherlock Holmes a doktor Watson: Krvavý nápis (1979) - založeno na románu Studie v šarlatové
- Dobrodružství Sherlocka Holmese a doktora Watsona: Král vyděračů (1980) - založeno na povídce Charles Augustus Milverton
- Dobrodružství Sherlocka Holmese a doktora Watsona: Osudový zápas (1980) - založeno na povídce Poslední případ
- Dobrodružství Sherlocka Holmese a doktora Watsona: Lov na tygra (1980) - založeno na povídce Prázdný dům
- Dobrodružství Sherlocka Holmese a doktora Watsona: Pes baskervillský (1981, dva díly) - založeno na románu Pes baskervillský
- Dobrodružství Sherlocka Holmese a doktora Watsona: Poklad z Agry (1983, dva díly) - založeno na románu Podpis čtyř a povídce Skandál v Čechách
- Dobrodružství Sherlocka Holmese a doktora Watsona: 20. století začíná (1986, dva díly) - založeno na povídkách Inženýrův palec, Druhá skvrna, Bruce-Partingtonovy dokumenty a Poslední poklona.